# Avatha bipartita
Avatha bipartita är en fjärilsart som beskrevs av Alfred Ernest Wileman 1915. Avatha bipartita ingår i släktet Avatha och familjen nattflyn. Inga underarter finns listade i Catalogue of Life.